# Episodi di Angie Tribeca (quarta stagione)
La quarta e ultima stagione  della serie televisiva Angie Tribeca, composta da 10 episodi, è stata trasmessa per la prima volta dalla rete televisiva TBS in una maratona tra il 29 dicembre (ep. 1-5) e il 30 dicembre 2018 (ep. 6-10).
In Italia è stata trasmessa in prima visione su Premium Stories dal 1º settembre al 29 settembre 2019.
| n° | Titolo originale             | Titolo italiano            | Prima TV USA     | Prima TV Italia   |
| -- | ---------------------------- | -------------------------- | ---------------- | ----------------- |
| 1  | The Force Wakes Up           | Cuore di mamma!            | 29 dicembre 2018 | 1º settembre 2019 |
| 2  | Glitch Perfect               | Incredibile, ma virus!     | 29 dicembre 2018 | 1º settembre 2019 |
| 3  | Joystick Luck Club           | Il club del joystick!      | 29 dicembre 2018 | 8 settembre 2019  |
| 4  | Just The Fat, Ma'am          | Il diavolo veste grasso!   | 29 dicembre 2018 | 8 settembre 2019  |
| 5  | Trader Foes                  | O la borsa, o il carovita! | 29 dicembre 2018 | 15 settembre 2019 |
| 6  | Freezing Cold Prestige Drama | Gelidamente drammatico!    | 30 dicembre 2018 | 15 settembre 2019 |
| 7  | Behind The Scandalabra       | Dietro al mega-scandalo!   | 30 dicembre 2018 | 22 settembre 2019 |
| 8  | Heading to the Legal Beagle  | Pesticida non ti temo!     | 30 dicembre 2018 | 22 settembre 2019 |
| 9  | Irrational Treasures         | Roba da puzzle!            | 30 dicembre 2018 | 29 settembre 2019 |
| 10 | Air Force Two                | Air Force Two              | 30 dicembre 2018 | 29 settembre 2019 |

## Cuore di mamma!
- Titolo originale: The Force Wakes Up
- Diretto da: Ira Ungerleider
- Scritto da: Ira Ungerleider

### Trama
Dopo 20 anni di prigione, Angie ritrova il figlio e la sua vecchia squadra e si unisce alla Special Division Force e riceve l'incarico di infiltrarsi in un ospedale per trovare qualcuno che vuole uccidere un ambasciatore francese.

## Incredibile, ma virus!
- Titolo originale: Glitch Perfect
- Diretto da: Amy York Rubin
- Scritto da: Marisa Pinson

### Trama
Angie si infiltra come allenatrice del Glee Club del liceo per scoprire un distributore di malware per computer.

## Il club del joystick!
- Titolo originale: Joystick Luck Club
- Diretto da: Brennan Shroff
- Scritto da: Nathaniel Stein

### Trama
La squadra indaga sull'aggressione di un noto giocatore di E-Sports, e Angie si infiltra nel team di Quarkspark dove scopre che il mondo degli E-Sports è sede di un programma di riciclaggio di denaro.

## Il diavolo veste grasso!
- Titolo originale: Just the Fat, Ma'am
- Diretto da: Brennan Shroff
- Scritto da: Greg Bratman

### Trama
Una serie di modelle morte porta Angie ad infiltrarsi nella compagnia di un'azienda di moda dove le modelle lavoravano per loro.

## O la borsa, o il carovita!
- Titolo originale: Trader Foes
- Diretto da: Rebecca Asher
- Scritto da: Jessica Conrad

### Trama
Per risolvere l'omicidio di un investitore di alto livello, Angie e la squadra utilizzano la propria conoscenza della cultura yuppie degli anni' 80 per infiltrarsi nella società commerciale con cui lavorava.

## Gelidamente drammatico!
- Titolo originale: Freezing Cold Prestige Drama
- Diretto da: Brennan Shroff
- Scritto da: Scott Hanscom

### Trama
Angie e gli altri vengono inviati in una missione top secret a Fargo, nel Minnesota, per localizzare un camion per ragioni classificate.

## Dietro al mega-scandalo!
- Titolo originale: Behind the Scandalabra
- Diretto da: Tom Magill
- Scritto da: Haley di Guilio e Yael Green

### Trama
Angie, la squadra e il loro vecchio amico devono aiutare una donna politica, che è anche la vecchia fiamma del capo Atkins, a coprire il misterioso omicidio del suo giovane amante e scoprire chi ha cercato di incastrarla per questo.

## Pesticida non ti temo!
- Titolo originale: Heading to the Legal Beagle
- Diretto da: Phill Lewis
- Scritto da: Marisa Pinson

### Trama
Angie e la squadra devono aiutare un querelante ad affrontare una società malvagia i cui prodotti stanno avvelenando le persone, ma il figlio di Angie mette in dubbio la moralità del querelante.

## Roba da puzzle!
- Titolo originale: Irrational Treasures
- Diretto da: Ira Ungerleider
- Scritto da: Nathaniel Stein

### Trama
Angie e la squadra sono impegnati in una caccia al tesoro per aiutare Atkins a rintracciare la fortuna perduta della sua famiglia, legata sia all'antica Roma che all'acquisto della Louisiana, prima che il francese la trovi per primo.

## Air Force Two
- Titolo originale: Air Force Two
- Diretto da: Rashida Jones
- Scritto da: Ira Ungerleider

### Trama
Ora in fuga sia dalla polizia che dalla sua stessa squadra, Angie, mascherata da francese, si infiltra nell'Air Force Two insieme a suo figlio per fermare la cospirazione traditrice dietro gli eventi della stagione.